# KS Lushnja
KS Lushnja is een Albanese voetbalclub uit Lushnjë. De club speelt in de kleuren groen-geel en werd in totaal zeven keer kampioen van de Kategoria e Parë, het tweede niveau.

## Erelijst
- Kategoria e Parë

1960, 1981–82, 1987–88, 1989–90, 1995–96, 2012–13, 2016-17 (B)
Apolonia ·
Besa · 
Burreli ·
Erzeni ·
Flamurtari · 
Kastrioti ·
Korabi · 
Kukësi ·
Lushnja ·
Pogradeci ·
Valbona ·
Vora